# 弢园文新编
《弢园文新编》
1998年三联书店由钱锺书主编的“中国近代学术名著”从书出版了一部朱维铮编的《弢园文新编》。
《弢园文新编》实际是一部“王韬选集”，选材不单来自《弢园文录外编》，还包括《漫游随录图记》，《弢园尺牍》，《弢园尺牍续钞》，《扶桑记游》，《衡花馆日记》，其中一半篇幅选自《弢园文录外编》。《弢园文新编》选入不少王韬的书信，由于《弢园尺牍》、《弢园尺牍续钞》等书不容易找，《弢园文新编》可说是一本很好的王韬选集。

## 书目
- 王韬著《弢园文新编》，主编钱锺书、执行主编朱维铮； 北京三联书店 1998 ISBN 710801145-X